# La Chambre des horreurs
Pour plus de détails, voir Fiche technique et Distribution.
La Chambre des horreurs est un film d'horreur réalisé par Hy Averback en 1966, mettant en vedette Patrick O'Neal, Cesare Danova, Wilfrid Hyde-White, Wayne Rogers et Laura Devon.

## Synopsis
Dans la ville de Baltimore, Jason Cravatte tenant dans ses bras un cadavre de femme fait célébrer son mariage en tenant en respect un pasteur. Dès la cérémonie terminée, le pasteur avertit la police. Par ailleurs Anthony Draco et Harold Blount inaugurent un musée de cire consacré aux assassins et aux assassinats célèbres, leur connaissance de l'univers du crime fait que la police leur propose parfois de collaborer avec elle. En traînant dans les quartiers chauds de la ville, Draco et Blount finissent par repérer Cravatte dans un bordel, sur le point de réitérer son crime avec une prostituée de l'établissement, il est arrêté, puis condamné à être pendu. Il parvient à s'évader lors de son transfert en train mais est obligé pour ce faire de se couper la main droite. 
Après s’être fait poser une boule métallique sur son moignon sur lequel il pourra adapter un crochet et d'autres outils, il vit quelque temps sous un faux nom à la Nouvelle Orléans puis séduit Mary, une belle prostituée qu'il rachète à son souteneur et qu'il emmène à Baltimore. Cravatte demande à Mary de séduire le juge  qui l'a condamné, celui-ci, piégé est enfermé dans la cave de Cravatte qui lui coupe la main et le tue. La deuxième victime sera le psychiatre qui l'a jugé sain d'esprit au moment du procès : à la suite d'un faux message remis par l'intermédiaire de Mary, il tombe dans un traquenard et se fait aussi couper la main. Mary se sentant coupable de complicité de ses crimes se dénonce et reste sous la protection d'Anthony qui en devient amoureux. Le policier qui a organisé l'arrestation de Cravatte et qui se faisait fort de l'appréhender de nouveau se fait piéger à son tour. On devine que la prochaine victime toute désigné est Anthony. Les deux hommes vont s'affronter dans le musée de cire et Cravatte finira par succomber. 
Anthony apprend que Mary s'en tirera avec deux ans de prison mais alors que le film va finir on se rend compte que la statue de cire qui était logée dans une vierge de Nuremberg a été remplacée par un vrai cadavre.

## Fiche technique
- Affiches : Raymond Elseviers (Belgique), Constantin Belinsky (France)

## Distribution
- Patrick O'Neal : Jason Cravatte/Jason Caroll
- Cesare Danova : Anthony Draco
- Wilfrid Hyde-White : Harold Blount
- Laura Devon : Marie Champlain
- Patrice Wymore : Vivian
- Suzy Parker : Barbara Dixon
- José René Ruiz : Senor Pepe De Reyes
- Philip Bourneuf : inspecteur Matthew Strudwick
- Jeanette Nolan : Mrs. Ewing Perryman
- Marie Windsor : Madame Corona
- Wayne Rogers : sergent de police Jim Albertson
- Vinton Hayworth : juge Walter Randolph
- Richard O'Brien : Dr Romulus Cobb
- Inger Stratton : Gloria
- Berry Kroeger : Chun Sing
- Tony Curtis : caméo
- Jean Carson (non créditée) : passante dans la rue

## Autour du film
- Le film a d'abord été conçu comme une série télévisée, mais jugé trop violent pour le petit écran, il a été reformaté au format cinéma, cela explique la mystérieuse dernière scène qui laisse présager une suite qui ne verra jamais le jour.
- À remarquer un caméo avec Tony Curtis
- Le tueur sadique se nomme Cravatte dans le film (avec deux t) mais se prononce "crevette" !
- Le film est sorti en vidéo en 2015 chez Warner Video